# Virtude intelectual
As virtudes intelectuais são qualidades da mente e do caráter que promovem o florescimento intelectual, o pensamento crítico e a busca da verdade. Eles incluem: responsabilidade intelectual, perseverança, mente aberta, empatia, integridade, coragem intelectual, confiança na razão, amor à verdade, humildade intelectual, imaginação, curiosidade, imparcialidade e autonomia.
Os chamados responsáveis pela virtude concebem as virtudes intelectuais principalmente como traços de caráter adquiridos, como consciência intelectual e amor ao conhecimento. Os confiabilistas da virtude, em contraste, pensam nas virtudes intelectuais mais em termos de faculdades mentais que funcionam bem, como percepção, memória e intuição. As virtudes intelectuais são estudadas extensivamente no pensamento crítico e na epistemologia da virtude.

## Aristóteles
Aristóteles analisou as virtudes em virtudes morais e intelectuais. Ele identificou cinco virtudes intelectuais como as cinco maneiras pelas quais a alma chega à verdade por afirmação ou negação. Estas são então separados em três classes:

### Teórica
- Sofia - sabedoria (intuição racional e conhecimento científico direcionado aos objetos mais elevados e valiosos)
- Episteme - conhecimento científico de objetos que são necessários e imutáveis
- Nous - intuição racional dos primeiros princípios ou verdades autoevidentes

### Prática
- Frônesis - sabedoria prática / prudência

### Produtiva
- Techne - conhecimento artesanal, arte, habilidade

## Virtudes intelectuais subjacentes em Aristóteles
- Euboulia - deliberando bem, excelência deliberativa; pensando corretamente sobre a extremidade certa.

- Sunesis - compreensão, sagacidade, astúcia, consciência de porque algo é como é. Por exemplo, a compreensão que você tem de por que uma situação é como é, antes de ter frônesis.

- Gnomê - julgamento e consideração; permitindo-nos tomar decisões equitativas ou justas.

- Deinotes - inteligência; a capacidade de realizar ações para atingir um objetivo.